# Die Prophezeiung
Die Prophezeiung ist ein Horror-Thriller von Chuck Russell aus dem Jahr 2000. Der Film basiert auf dem gleichnamigen Roman von Cathy Cash Spellman.

## Handlung
Am Weihnachtstag erhält Maggie O’Connor in New York überraschend Besuch von ihrer Schwester Jenna, die sie lange nicht mehr gesehen hat. Jenna ist nicht nur heroinsüchtig, sondern hat nun auch noch ein Baby. Zwischen den beiden Frauen entbrennt ein heftiger Streit. Schließlich verlässt Jenna das Haus, ohne jedoch die kleine Cody wieder mitzunehmen. Maggie, die als Krankenschwester in einem Krankenhaus arbeitet, wird unverhofft zur Ersatzmutter und findet zunehmend Gefallen an dem Mädchen. Wie sich herausstellt, ist Cody autistisch und scheint auch ungewöhnliche Fähigkeiten zu besitzen.
Einige Zeit später taucht Jenna plötzlich zusammen mit ihrem obskuren Ehemann Eric Stark wieder auf und fordert Maggie auf, ihr Cody zurückzugeben. Maggie weigert sich beharrlich, aber sie kann letztlich nicht verhindern, dass das Mädchen entführt wird. Als sie sich hilfesuchend an die Polizei wendet, stellt FBI-Agent John Travis, ein Experte für Ritualmorde, fest, dass andere vermisste und ermordet aufgefundene Kinder am gleichen Tag wie Cody Geburtstag hatten. Bei ihren Recherchen kommen sie einer Sekte, „The New Dawn“, auf die Spur, die vom Teufelsanbeter Eric angeführt wird. Die Kinder sind bei rituellen Praktiken geopfert worden, weil sie als Unschuldige den von Eric durchgeführten Test nicht bestanden haben. Nur Cody ist die Auserwählte und soll für die Seite des Bösen gewonnen werden.

## Kritiken
- „Mit "die Prophezeiung" ist Produzent Mace Neufeld ein Film gelungen, der in Anspruch, Action und Spannung mit großen Blockbustern durchaus mithalten kann. Vor allem die schauspielerische Leistung der erst siebenjährigen Cody sticht unter allen Darstellern sehr heraus. Selbst Kim Basinger verkörpert die Rolle der einfühlsamen und liebevollen Ersatzmutter äußerst überzeugend.“ – cineclub.de
- „Mäßig spannender, weitgehend vorhersehbarer Horrorfilm, der Gut und Böse in schlichter Schwarz-Weiß-Malerei zeigt und sich in einem Entführungs- und Sorgerechtsdrama verliert.“ – Lexikon des internationalen Films[1]

## Auszeichnungen
- Nominierungen für Jungschauspieler-Preis beim Saturn Award und Young Artist Award 2001
- Blockbuster Entertainment Award für die Nebendarstellerin 2001